# Acilezés
Az acilezés olyan kémiai reakció, melynek során egy vegyületbe acilcsoport épül be. Az acilcsoportot szolgáltató vegyületet acilezőszernek nevezik.
Mivel bizonyos fémkatalizátorokkal kezelve a savhalogenidek erős elektrofilt képeznek, ezek a vegyületek gyakran használatosak acilezőszerként. Egy ilyen reakcióra példa az acetilcsoport Friedel–Crafts-reakcióval történő bevitele a benzolgyűrűre, melyhez acetil-klorid (etanoil-klorid, CH3COCl) acilezőszert és alumínium-klorid (AlCl3) katalizátort használnak:
A reakció mechanizmusa aromás elektrofil szubsztitúció.
A karbonsavak anhidridjei is gyakran használt acilezőszerek. Egyes esetekben az aktív észterek is hasonló reakciókészséget mutatnak. Ezen vegyületek – acil nukleofil szubsztitúciós reakcióval – aminokkal amidokat, alkoholokkal észtereket képeznek. 
Az acilezés felhasználható az alkilezés során normálisan jelentkező átrendeződési reakciók elkerülésére is. Ilyenkor acilezést hajtanak végre, majd a karbonilfunkciót Clemmensen-redukcióval vagy más hasonló eljárással eltávolítják.

## Fordítás
Ez a szócikk részben vagy egészben  az   Acylation című angol Wikipédia-szócikk ezen változatának fordításán alapul.  Az eredeti cikk szerkesztőit annak laptörténete sorolja fel. Ez a jelzés csupán a megfogalmazás eredetét és a szerzői jogokat jelzi, nem szolgál a cikkben szereplő információk forrásmegjelöléseként.